# Eurya pickeringii
Eurya pickeringii là một loài thực vật có hoa trong họ Pentaphylacaceae. Loài này được A.Gray mô tả khoa học đầu tiên năm 1854.